# Безуглый, Григорий Григорьевич
Григорий Григорьевич Безуглый (родился 8 мая 1954 в Ипатово) — советский и российский рок-музыкант, экс-гитарист группы «Круиз».

## Биография
Родился 8 мая 1954 в селе Ипатово Ставропольского края. Родители — Григорий Семёнович и Валентина Анисимовна. В возрасте двух лет переехал с семьёй в Люберцы. В детстве занимался боксом и танцами в составе ансамбля «Твист».
В 1966 году начал брать уроки игры на гитаре, в 1968 году создал свою группу «Альтаир», с которой выступал в Люберцах и Лыткарино. Одним из первых иностранных рок-музыкантов, которого услышал Григорий, стал Джимми Хендрикс: Безуглого впечатлили как музыкальная философия, так и техника игры Хендрикса. Вскоре Григорий знакомится с Александром Барыкиным, фронтменом группы «Аллегро», и начинает давать с ним совместные концерты.
В 1972—1974 годах Безуглый проходил воинскую службу в Талды-Кургане. Во время службы создал ещё один коллектив «Россияне», который произвёл сильное впечатление на местную публику. После службы стал организатором неофициальных ночных рок-фестивалей в СССР «Рок-сейшены». С 1975 по 1976 годы работал в оркестре ресторана города Люберцы. В 1977 году появился на сцене по приглашению Виталия Клейнота, аранжировщика первых хитов Аллы Пугачёвой, в составе ансамбля «Шестеро молодых».
В 1980 году Григорием был создан Ночной ресторан в московской гостинице «Солнечная», летом 1982 года Безуглый приглашается в группу «Круиз», в которой и пережил расцвет своего творчества. Долгое время группа признавалась одной из лучших рок-групп СССР. В 1985 году вокалистом группы Александром Мониным создаётся музыкальный проект «ЭВМ», в состав которого вошёл и Безуглый. Группа участвовала в 1985—1986 годах в Рок-Панорамах, выпустив два альбома. В 1987 году Григорий принял участие в записи песни «Замыкая круг» и съёмках клипа на неё.
После распада группы в 1990 году Безуглый, который к тому моменту окончил Московское областное музыкальное училище в Царицыно по классу гитары, вернулся в «Круиз». В 1991 году группа участвует в грандиозном по значимости фестивале «Монстры Рока». С 1992 года уже на постоянной основе Григорий Безуглый являлся лидер-гитаристом «Круиза» до 2015 года.